# David Maria Turoldo
David Maria Turoldo, al secolo Giuseppe Turoldo (Coderno, 22 novembre 1916 – Milano, 6 febbraio 1992), è stato un presbitero, teologo, filosofo, scrittore, poeta e antifascista italiano, membro dell'ordine dei Servi di Maria.
È stato, oltre che poeta, figura profetica in ambito ecclesiale e civile, resistente sostenitore delle istanze di rinnovamento culturale e religioso, di ispirazione conciliare.
È ritenuto da alcuni uno dei più rappresentativi esponenti di un cambiamento del cattolicesimo nella seconda metà del '900, il che gli ha valso il titolo di "coscienza inquieta della Chiesa".

## Biografia

### Periodo formativo
Nono di dieci fratelli, Giuseppe Turoldo recepì con intensità le caratteristiche della semplice cultura umana del suo ambiente nativo e prevalentemente contadino. Colse e fece propria la dignità delle condizioni povere della sua terra, che costituirono una solida radice informante tutto lo sviluppo della sua sensibilità e della sua attività futura.
A soli 13 anni fu accolto tra i Servi di Maria nel convento di Santa Maria al Cengio a Isola Vicentina, sede triveneta della Casa di Formazione dell'Ordine Servita: dove trascorse l’anno di noviziato, assumendo il nome di fra David Maria; il 2 agosto 1935 emise la professione religiosa; il 30 ottobre 1938 pronunciò i voti solenni a Vicenza. Incominciò gli studi filosofici e teologici a Venezia. Il 18 agosto 1940 nel santuario della Madonna di Monte Berico di Vicenza venne ordinato presbitero da monsignor Ferdinando Rodolfi, arcivescovo di Vicenza.
Nel 1940 fu assegnato al convento di Santa Maria dei Servi in San Carlo al Corso in Milano. Su invito del cardinale Ildefonso Schuster, arcivescovo della città, per circa un decennio tenne la predicazione domenicale nel duomo milanese. Insieme con il suo confratello, compagno di studi durante tutto l'iter formativo nell'Ordine dei Servi e amico Camillo de Piaz, si iscrisse al corso di laurea in filosofia all'Università Cattolica di Milano e conseguì la laurea l'11 novembre 1946 con una tesi dal titolo: La fatica della ragione - Contributo per un'ontologia dell'uomo, redatta sotto la guida di Gustavo Bontadini. Sia costui sia Carlo Bo gli offriranno il ruolo di assistente universitario, il primo presso filosofia teoretica a Milano, il secondo presso la cattedra di Letteratura all'Università di Urbino.

### Presenza milanese
Durante l'occupazione nazista di Milano (8 settembre 1943 - 25 aprile 1945) collaborò attivamente con la resistenza antifascista, creando e diffondendo dal suo convento il periodico clandestino l'Uomo. Il titolo testimonia la sua scelta dell'umano contro il disumano, perché «La realizzazione della propria umanità: questo è il solo scopo della vita». La sua militanza durò tutta la vita, interpretando il comando evangelico "essere nel mondo senza essere del mondo" come un "essere nel sistema senza essere del sistema". Rifiutò sempre di schierarsi con un partito.
Il suo impegno nel dialogo senza preconcetti e nel confronto di idee talvolta anche duro, si tradusse in particolare nel far nascere, insieme con Camillo De Piaz, il centro culturale la Corsia dei Servi (il vecchio nome della strada che dal convento dei Servi conduceva al duomo).
Turoldo fu uno dei principali sostenitori del progetto Nomadelfia, il villaggio nato per accogliere gli orfani di guerra “con la fraternità come unica legge”, fondato da don Zeno Saltini nell'ex campo di concentramento di Fossoli presso Carpi, raccogliendo fondi presso la ricca borghesia milanese.
Tra il 1948 e il 1952 si rende noto al grande pubblico con due raccolte di liriche Io non ho mani (che gli valse il Premio letterario Saint Vincent) e Gli occhi miei lo vedranno, presentato nella collana mondadoriana Lo Specchio da Giuseppe Ungaretti.
A seguito di prese di posizione assunte da politici locali e da alcune autorità ecclesiastiche, nel 1953 deve lasciare Milano e soggiornare in conventi dei Servi dell’Austria e della Baviera.

### La ripresa
Nel 1955 Turoldo venne dai superiori dell’Ordine assegnato al convento della Santissima Annunziata di Firenze, e qui incontrò personalità affini al suo modo di sentire, quali fra Giovanni Vannucci, padre Ernesto Balducci, il sindaco Giorgio La Pira, e molti altri che nell’ambiente fiorentino animano un tempo in cui si accendono speranze di rinnovamento a tutti i livelli. Ma anche da Firenze sarà costretto ad allontanarsi e trascorrerà un periodo di peregrinazioni all’estero.
Rientrato in Italia, nel 1961 venne assegnato al convento di Santa Maria delle Grazie, nella “sua” Udine. Ma con il rientro in Italia aveva portato con sé un progetto, nato a contatto con le nuove generazioni nate all’estero dagli emigrati friulani: realizzare un film che raccontasse la nobiltà della povera vita rurale del suo Friuli. Il film con il titolo Gli ultimi e ispirato al racconto Io non ero fanciullo scritto da Turoldo in precedenza, venne concluso nel 1962 con la regia di Vito Pandolfi. Presentato all’inizio del 1963 a Udine, il film tuttavia fu ben presto rifiutato dall’opinione pubblica friulana, che lo ritenne addirittura offensivo.
Nello stesso anno 1963 Turoldo incominciò a cercare un sito dove dare avvio a una nuova esperienza religiosa comunitaria, allargata alla partecipazione anche di laici. Questo luogo, con le indicazioni ricevute da amici, venne individuato da padre David nell’antico Priorato cluniacense di Sant'Egidio in Fontanella.
Ottenuto il consenso del vescovo bergamasco Clemente Gaddi, nel 1964 vi si insediò ufficialmente il 1º novembre.
Costruì accanto allo storico edificio del Priorato una casa per l’ospitalità, che chiamò “Casa di Emmaus”, titolo ispirato all’episodio della cena a Emmaus, in cui Gesù risorto si manifestò ai due discepoli nello spezzare il pane. La casa costituì un simbolico richiamo alla semplice accoglienza, senza distinzioni di censo, di religione, o altro: aspetti che caratterizzarono tutta la presenza e la multiforme opera di Turoldo. Costituì inoltre un punto di riferimento per molti protagonisti della storia culturale e civile italiana ed estera, in particolare dell’America latina; per molte personalità del mondo ecclesiale e di altre confessioni cristiane; un solido incentivo al rinnovamento di linguaggi e di strutture; un laboratorio di creazioni liturgiche e celebrative, di cui continuano a essere testimoni la versione metrica per il canto dei Salmi e migliaia di inni liturgici. Insieme con altri frati, impegnati particolarmente in iniziative di rinnovamento spirituale e culturale, diede avvio alla pubblicazione di una rivista, il cui titolo è ispirato all’Ordine dei Servi di Maria: Servitium, e ad altre pubblicazioni che si ricollegavano all’esperienza editoriale della Corsia dei Servi. La pubblicazione della rivista continua tuttora con cadenza bimestrale, unitamente all’edizione di altre proposte librarie edite sotto l’omonimo marchio Servitium.
Innumerevoli furono gli interventi di padre David sui media, dalla carta stampata alle trasmissioni radio e televisive; innumerevoli i luoghi e le circostanze in cui è stato chiamato a intervenire con la sua avvincente parola. Da ricordare in particolare i suoi “viaggi della memoria” nei luoghi della Shoah, tra cui spicca quello del maggio 1979 a Mauthausen. In quell'occasione compose una preghiera, poi recitata nella cerimonia conclusiva, pubblicata successivamente nel libro “Ritorniamo ai giorni del rischio” (1985).

### La morte
Colpito alla fine degli anni ottanta da un tumore del pancreas, visse con lucida consapevolezza e trasparente coraggio l'ultimo periodo della vita, dando una incoraggiante testimonianza sul cammino verso “sorella morte”. Morì nella clinica “San Pio X” in Milano il 6 febbraio 1992. Migliaia di persone sfilarono accanto alla bara in cui era esposto il corpo di padre David. I funerali a Milano videro la partecipazione di una numerosa folla nella chiesa di San Carlo al Corso, dove presiedette le esequie il cardinale Carlo Maria Martini, che, qualche mese prima della morte, aveva consegnato a padre Turoldo il primo "Premio Giuseppe Lazzati", affermando la propria opinione secondo la quale «la Chiesa riconosce la profezia troppo tardi». Un secondo rito funebre venne celebrato nel pomeriggio a Fontanella di Sotto il Monte, presente ancora una folla che copriva tutta la collina circostante l’antico Priorato. Nel piccolo cimitero locale riposa sotto una semplice croce lignea, in mezzo alla “sua gente”.
La rivista Servitium dedicò perciò alla sua figura un quaderno alla fine del 1992: «David M. Turoldo, frate dei Servi di santa Maria»; e ugualmente fece nel decennale (n. 139, gennaio febbraio 2002): «La grande passione. A dieci anni dalla morte di D.M. Turoldo».

## Opere

### Raccolte poetiche
- Io non ho mani, Milano, Bompiani, 1948.
- Udii una voce, saggio introduttivo di Giuseppe Ungaretti, Collana Lo Specchio, Milano, Arnoldo Mondadori Editore, 1952.
- Gli occhi miei lo vedranno, Collana Lo Specchio, Milano, Arnoldo Mondadori Editore, 1955.
- Se tu non riappari. 1950-1961, Milano, Arnoldo Mondadori Editore, 1963.
- Poesie, Collezione Poesia n.23, Vicenza, Neri Pozza, 1971.
- Il sesto angelo. Poesie scelte - prima e dopo il 1968, Introduzione di Angelo Romanò, Collana Oscar poesia, Mondadori, 1976.
- Fine dell'uomo?, Milano, Scheiwiller, 1976.
- Lo scandalo della speranza, Udine, Benvenuto Editore, 1978; G.E.I., 1984. [raccolta di poesie dal 1935 al 1978, con inediti]
- Laudario alla Vergine, Bologna, Edizioni Dehoniane, 1980.
- O sensi miei...: Poesie 1948-1988, Note introduttive di Andrea Zanzotto e Luciano Erba, Postfazione di Giorgio Luzzi, Collana Scala italiani, Milano, Rizzoli, 1990, ISBN 978-88-176-6854-5. [raccolta complessiva delle poesie]
- Canti ultimi, Collezione di poesia, Milano, Garzanti, 1991, ISBN 978-88-116-3730-1; Servitium, 2017, ISBN
- Mie notti con Qohelet, Postfazione di Gianfranco Ravasi, Collezione di poesia, Milano, Garzanti, 1992, ISBN 978-88-116-4013-4.
- Poesie sul sagrato, con tre note Luciano Erba, Giannino Piana e Roberto Cicala, incisioni di Mauro Maulini, Novara, Interlinea, 1993, ISBN 978-88-8612-111-8.
- Ultime poesie (1991-1992), Milano, Garzanti, 1999. [contiene le due raccolte Canti ultimi e Mie notti con Qohelet]
- Nel lucido buio. Ultimi versi e prose liriche, a cura di G. Luzzi, Collana La Scala, Milano, BUR, 2002, ISBN 9788817172721.

### Traduzioni poetiche
- I Salmi, Bologna, Dehoniane, 1973.
  - «Lungo i fiumi..» I Salmi, versione riveduta con Gianfranco Ravasi, Milano, Edizioni Paoline, 1987, VI ed. 1992.
  - Salmi e cantici. Nuova edizione riveduta della versione metrica per il canto di David Maria Turoldo, Servitium, 2015, ISBN 978-88-816-6354-5.
- Il Salterio corale. Salmi, inni e cantici della Liturgia delle ore, Bologna, Dehoniane, 1976, ISBN 978-88-108-0598-5.
- Salmi e cantici, Servitium, 2015, ISBN 978-88-816-6354-5.

### Saggistica e spiritualità
- Non hanno più vino, Milano, Arnoldo Mondadori Editore, 1957. - Queriniana, 1979, ISBN 978-88-399-1720-1.
- Tempo dello spirito, Prefazione di Alessandro Pronzato, Collana Il sudore di Dio, Gribaudi, 1966.
- Alla porta del bene e del male, 1978
- Nuovo tempo dello Spirito, Brescia, Queriniana, 1979.
- Bibbia storia dell'uomo, Milano, Fabbri Editori, 1980.
- Perchè a te Antonio?, illustrazioni di Claudio Pastro, Padova, Edizioni Messaggero, 1981.
- Amare, Cinisello Balsamo, Edizioni Paoline, 1982, ISBN 978-88-215-0345-0.
- Il diavolo sul pinnacolo, Collezione Il pozzo, Cinisello Balsamo, Edizioni Paoline, 1988.
- Il dramma è Dio. Il divino, la fede, la poesia, Collana Osservatorio italiano, Milano, Rizzoli, 1992, ISBN 978-88-178-4190-0.
- La parabola di Giobbe. «L'inevitabile mia storia...», a cura di Abramo Levi, Quaderni di ricerca, Liscate, CENS, 1992, ISBN 978-88-807-8032-8.
- Sul monte la morte, Servitium, 1992, ISBN 978-88-807-8004-5.
- La morte ha paura, Servitium, 1994, ISBN 978-88-816-6030-8.
- Via crucis. Cammino verso la vita, Servitium, 1995, ISBN 978-88-816-6078-0.
- Salmodia della speranza, IPL, 1995, ISBN 978-88-783-6404-2.
- Lettere dalla Casa di Emmaus, Servitium, 1996; nuova ed., 2016, ISBN 978-88-8166-006-3.
- La parabola di Giobbe, Servitium, 1996; nuova ed., 2012, ISBN 978-88-8166-360-6.
- Santa Maria, con Giovanni Vannucci, Servitium, 1996; nuova ed., 2013, ISBN 978-88-8166-377-4.
- Pregare. «Forse il discorso più urgente», Servitium, 1997, 2001, ISBN 978-88-816-6020-9; nuova ed. ampliata, Milano, Mondadori, 2004, ISBN  978-88-045-2753-4; Servitium, 2010, 2020, ISBN 978-88-816-6334-7.
- Chiamati ad essere, Servitium, 1997, ISBN 978-88-816-6021-6.
- Profezia della povertà, presentazione di Raniero La Valle, a cura di E. D'Agostini, Servitium, 1998, ISBN 978-88-816-6078-0.
- Colloqui con papa Giovanni. Riflessioni in margine a «Il giornale dell'anima», Introduzione e note di Loris F. Capovilla, Servitium, 1998.
- Mia Chiesa. Una terra sola, Servitium, 1998, ISBN 88-8166-077-6.
- Parole per vivere, con Andrea Zanzotto, Casagrande, 2000, ISBN 978-88-771-3200-0.
- Come i primi trovadori, Servitium, 2005, ISBN 978-88-8166-224-1.
- Colloqui con Papa Giovanni, Servitium, 2000; nuova ed., 2012, ISBN 978-88-8166-364-4.
- Il sapore del pane, Prefazione di Gianfranco Ravasi, Collezione Il pozzo n.27, Milano, Edizioni Paoline, 2002.
- Profezia della povertà, Servitium, 2002; nuova ed., 2012, ISBN 978-88-8166-361-3.
- Chiamati ad essere, Servitium, 2002 ISBN 978-88-8166-021-6.
- È Natale, Servitium, 2002, ISBN 978-88-8166-188-6.
- Mio amico don Milani, Servitium, 2003; nuova ed., 2012, ISBN 978-88-8166-362-0.
- Anche Dio è infelice, Edizioni Paoline, 2013.
- I giorni del rischio (con Salmodia della speranza e DVD della rappresentazione in Duomo a Milano con Moni Ovadia e Maddalena Crippa), Servitium, 2013 ISBN 978-88-816-6373-6.
- Padre del mondo, Servitium, 2014, ISBN 978-88-8166-387-3.
- Educare alla libertà umana e cristiana, a cura di M. C. Bartolomei, Brescia, La Scuola, 2014, ISBN 978-88-350-2832-1.
- Povero Sant’Antonio, Il Messaggero, Padova, 2016.
- Luminoso vuoto. Ultimi scritti, Servitium, 2016, ISBN 978-88-816-6409-2.

### Narrativa
- Mia infanzia d’oro, a cura di Vanni Scheiwiller, Milano, Scheiwiller, 1991, 1992; con il DVD allegato Ritratto d’autore di Damiano Tavoliere, 1990), Servitium, 2012, ISBN 978-88-816-6366-8.
- ...e poi la morte dell'ultimo teologo, Torino, Gribaudi, 1969.

### Film
- Gli ultimi, Regia di Vito Pandolfi, soggetto di David Maria Turoldo, sceneggiatura di Vito Pandolfi e David Maria Turoldo, 1962.

### Teatro
- La terra non sarà distrutta, Milano, Garzanti, 1951.
- La passione di San Lorenzo, Dramma cristiano in due tempi, Prefazione di Mario Gozzini, Brescia, Morcelliana, 1961.
- Teatro, A cura di E. Bertazzoni, Servitium, 1999, ISBN 978-88-816-6106-0.

### Epistolari
- David M. Turoldo-Loris Capovilla, Nel solco di Papa Giovanni. Lettere inedite, a cura di Marco Roncalli e Antonio Donadio, Appendici di Gianfranco Ravasi e Bruno Forte, Servitium, 2017, ISBN 978-88-816-6415-3.